# Jahnulales
Jahnulales é uma ordem de fungos da classe Dothideomycetes, subclasse Pleosporomycetidae. Estes ascomicetos possuem ascomas caulificados e dimórficos; as células do caule hifal têm aproximadamente 40 μm de diâmetro. Inclui as famílias Aliquandostipitaceae, e Manglicolaceae.